# Liste des sénateurs de Lot-et-Garonne

## IIIeRépublique
- Octave de Bastard d'Estang de 1876 à 1879
- Raymond Noubel de 1876 à 1879
- Louis Pons de 1879 à 1888
- Léopold Faye de 1879 à 1900
- Édouard Laporte de 1885 à 1890
- Jean-Baptiste Durand de 1888 à 1897
- Armand Fallières de 1890 à 1906
- Joseph Chaumié de 1897 à 1919
- Édouard Giresse de 1900 à 1914
- Gaston Belhomme de 1906 à 1920
- Jean Galup de 1914 à 1920
- Pierre Marraud de 1920 à 1933
- Georges Laboulbene de 1920 à 1934
- Gaston Carrère de 1920 à 1936
- André Fallières de 1933 à 1940
- Pierre Chaumié de 1935 à 1940
- Georges Escande de 1936 à 1940

## IVeRépublique
- Jacques Bordeneuve de 1946 à 1959
- Jean Zyromski de 1946 à 1948
- Étienne Restat de 1948 à 1959

## VeRépublique
- Jacques Bordeneuve de 1959 à 1967 et de 1974 à 1981
- Étienne Restat de 1959 à 1971
- Henri Caillavet de 1967 à 1983
- Raoul Perpère de 1971 à 1974
- Raymond Soucaret de 1981 à 2001
- Jean François-Poncet (UMP) de 1983 à 2011
- Daniel Soulage (Union centriste) de 2001 à 2011
- Pierre Camani (PS) de 2011 à 2017
- Henri Tandonnet (DVD) de 2011 à 2017
- Jean-Pierre Moga de 2017 à 2023

## Depuis 2023
- Christine Bonfanti-Dossat (LR)
- Michel Masset (PS)